# Гасанов Ельдар Мовсум-огли
Ельдар Мовсум-огли Гасанов (26 вересня 1982, Харків) — український шахіст, чемпіон України серед юнаків до 20 років (2002 р.), гросмейстер (2007).

## Біографія
У Ельдара є троє братів. Їх батько, Гасанов Мовсум Салман огли, всіх синів привів у шахову секцію селища П'ятихатки на Харківщині, де вони жили. В Ельдарі батько побачив зосередженість, серйозність, спрямованість і розсудливість в грі. По справжньому шахами Ельдар почав займатися з дев'яти років. Перший тренер — Вадим Сильвестрович Дьомін. Закінчив психологічний факультет Харківського національного університету імені В. Н. Каразіна.

## Кар'єра
Переможець та призер багатьох національних та міжнародних турнірів. Переможець одного з найбільших опен-турнірів у Європі — Пардубіце (2008).
Пройшовши етап різних турнірів, зайнявся тренерською діяльністю. У 2011 році на два роки обійняв посаду тренера школи Chesskidz LLP в Сінгапурі, одночасно беручи участь у турнірах. Працює тренером Харківської обласної федерації шахів.

## Спортивні досягнення
- 2002 — Переможець чемпіонату України до 20 років[1]
- 2004 — Переможець турніру «Грандмастер кругових турів» у Тулі, Росія
- 2005 — 1-е місце на відкритому чемпіонаті Абхазії[2]
- 2006 — 2-е місце в Кубку Президента, Азербайджан[3]
- 2007 — 2-е місце на турнірі Istanbul Open, Туреччина[4]
- 2007 — ІІ-IV місця в чемпіонаті України[5]
- 2008 — Переможець Відкритого чемпіонату Чехії 2008 в Пардубіце, Чехія[6]
- 2017 — 1-е місце на 15-му фестивалі Scacchistico Internazionale «Città di Amantea», Італія.
- 2018 — 1-е місце на Празькому літньому відкритому чемпіонаті A[7]
- 2018 — 1-е місце на Міжнародному фестивалі XXXVIII «Conca della Presolana», Італія Bratto[8].

## Турнірні результати

### Чемпіонати України
Ельдар Гасанов зіграв у чотирьох фінальних турнірах чемпіонатів України, набравши загалом 20½ очок з 38 можливих (+11-8=19).
| Рік  | Місто       | Турнір                 | + | − | = | Результат | Місце |
| ---- | ----------- | ---------------------- | - | - | - | --------- | ----- |
| 2003 | Сімферополь | 72-й чемпіонат України | 4 | 4 | 1 | 4½ з 9    | 51    |
| 2007 | Харків      | 76-й чемпіонат України | 4 | 1 | 4 | 6 з 9     | 4     |
| 2008 | Полтава     | 77-й чемпіонат України | 2 | 2 | 5 | 5½ з 9    | 16    |
| 2017 | Житомир     | 86-й чемпіонат України | 1 | 1 | 9 | 7 з 11    | 7—8   |

| На цьому місці має відображатися графік чи діаграма, однак з технічних причин його відображення наразі вимкнено. Будь ласка, не видаляйте код, який викликає це повідомлення. Розробники вже працюють для того, щоби відновити штатне функціонування цього графіка або діаграми. | |
| | На цьому місці має відображатися графік чи діаграма, однак з технічних причин його відображення наразі вимкнено. Будь ласка, не видаляйте код, який викликає це повідомлення. Розробники вже працюють для того, щоби відновити штатне функціонування цього графіка або діаграми. |